# O Apedrejamento de Santo Estêvão (Rembrandt)
O Apedrejamento de Santo Estêvão é a primeira pintura assinada pelo artista holandês Rembrandt, feita em 1625, aos 19 anos de idade Um de seus trabalhos anteriores, é uma pintura a óleo sobre um painel de madeira e atualmente exposto no Musée des Beaux-Arts de Lyon.
Esta obra é inspirada no martírio de Santo Estêvão, que é relatado em Atos dos Apóstolos. Este jovem diácono da comunidade cristã de Jerusalém foi condenado à morte por apedrejamento. A pintura foi influenciada pela arte de Caravaggio e Adam Elsheimer. Representa o momento em que Estêvão foi apedrejado fora da cidade por seus muitos algozes (cerca de vinte personagens), e ele pronuncia suas últimas palavras a Cristo enquanto a luz ao seu redor mostra que os céus estão abertos.